# Prochaetostricha monticola
Prochaetostricha monticola är en stekelart som beskrevs av Lin 1981. Prochaetostricha monticola ingår i släktet Prochaetostricha och familjen hårstrimsteklar.
Artens utbredningsområde är Taiwan. Inga underarter finns listade i Catalogue of Life.